# Irmãos das Escolas Cristãs
O Instituto dos Irmãos das Escolas Cristãs, FSC, Fratrum Scholarum Christianorum (mais conhecidos em alguns locais como Irmãos de La Salle ou Irmãos Lassalistas) é uma congregação religiosa de irmãos leigos fundada por São João Batista de La Salle. Não formam uma ordem religiosa tradicional e se encontram dentro da Igreja Católica no espaço da vida consagrada. Este instituto foi aprovado pela Santa Sé como uma congregação religiosa em 26 de Janeiro de 1725 pelo Papa Bento XIII. A congregação reúne cerca de 4.500 irmãos e educa aproximadamente um milhão de alunos em mais de 80 países.
É a única associação religiosa que obteve sua permissão por intermédio de uma Bula Papal, pelo motivo de ser uma congregação muito diferente das demais existentes e seu fim é a educação da infância à juventude. Anteriormente à aprovação papal, obteve as Letras Patentes em 28 de Setembro de 1724, outorgadas por Luís XV, as quais lhe permitiram sua posterior adaptação na Santa Sé.
Seu atual Superior Geral é o Irmão Robert Schieler.

## Breve história do Instituto dos Irmãos das Escolas Cristãs
Uma memória escrita no ano de 1721, dois anos depois da morte de São João Batista de La Salle, expressa, de forma sucinta o que este homem havia conseguido fazer entre os anos de 1679 e 1719. 
"O Senhor de La Salle... teve a ideia de criar escolas nas quais os filhos dos artesãos e dos pobres aprenderiam gratuitamente a ler, escrever e contar e receberiam uma educação cristã por meio de catecismos e outras instruções apropriadas para a formação de bons cristãos. Com  este propósito, reuniu um grupo de homens solteiros. Trabalhou para fazer-lhes viver de um modo coerente com o fim do Instituto, e para renovar a vida dos primeiros cristãos... lhes obrigou algumas regras..."
A aprovação formal do Intituto dos Irmãos das Escolas Cristãs pela Igreja veio mediante a concessão de um documento oficial, chamado neste caso de Bula Papal, intitulada In Apostolicae Dignitatis Solio. Desgraçadamente, a existência legal do instituto na França esteve suspensa entre 1792 e 1805. Tão somente um pequeno grupo de Irmãos continuou continuou existindo oficialmente em alguns Estados Pontifícios e em Roma.
A restauração da missão Lassaliana na França assinalou o começo de um século de extraordinário crescimento na própria terra de origem, tendo sua expansão fora de França em 35 países do mundo e o desdobramento de uma política missionária, muito mais além que a de La Salle e a primeira geração de Irmãos. Os 160 irmãos de 1810 passaram a ser 14.361 no final do século que culminou coma solene canonização de seu fundador em 1900.
O perfil do Instituto, acelerado pela série de "leis de secularização" que afetaram o Instituto da França durante os anos 1904 -1912, declinou dramaticamente.  As escolas foram obrigadas a fechar suas portas, com consequência de uma severa legislação contra as congregações religiosas que se responsabilizavam de educação. Frente a estas proibições, alguns religiosos se prepararam para renunciar a alguns aspectos de sua vida passada a fim de poderem salvar as obras. Outros consideraram que isto era uma traição, inclusive uma "apostasía", e procuraram continuar sua vida religiosa e seu apostolado fora da França.
No sul da Bélgica, Canadá e Espanha foram no princípio os principais beneficiários da expatriação. Georges Rigault, em sua Histoire générale des Frères des Ecoles Chrétiennes (Volume 10), anota o ímpeto dado às comunidades já existentes na Argentina, Equador e Egito por estes Irmãos auto-exilados, igual ao que ocorreu com os que resultariam nos novos Distritos (Províncias religiosas) do Brasil, Panamá, México, África Setentrional e Austrália.
Depois de 1966, quando o Instituto tinha o maior número de membros de toda a sua história, veio um período de rápido declive, em cujo transcurso um número significativo de seus membros, por razões diversas, decidiram deixar o Instituto. Desta vez estava havendo uma notável diminuição no ingresso de novos membros, de maneira que os números globais de 1986 viriam a ser a metade dos que se registraram vinte anos antes. E, paradoxalmente, as obras apostólicas foram mais numerosas, em razão do crescimento da Família Lassaliana.
Atualmente, o ministério dos Irmãos se desenvolve junto a uns 60.000 colaboradores seculares e mais de 950.000 alunos em 85 países.

## La Salle no Brasil
No Brasil, os Lassalistas estão presentes desde 1907, quando fundaram a sua primeira escola para os filhos dos operários que residiam no bairro Navegantes, em Porto Alegre. São hoje, mais de 200 irmãos e 2500 educadores, em 43 Comunidades Educativas, que atendem mais de 50 mil crianças, jovens e adultos, em 11 estados brasileiros.

## Santos e Beatos Lasallistas
- João Batista de La Salle, fundador
- Miguel Febres Cordero
- Héctor Valdivielso Sáez
- Nicolás Roland
- Dez Mártires de Turón
- Irmão Hilário de La Salle

## Lugares Lasallianos
- Monastério de Santa María de Bujedo, Burgos, Espanha.
- Santuário de Santa María de la Estrella, San Asensio, Espanha.